# Ватові терези

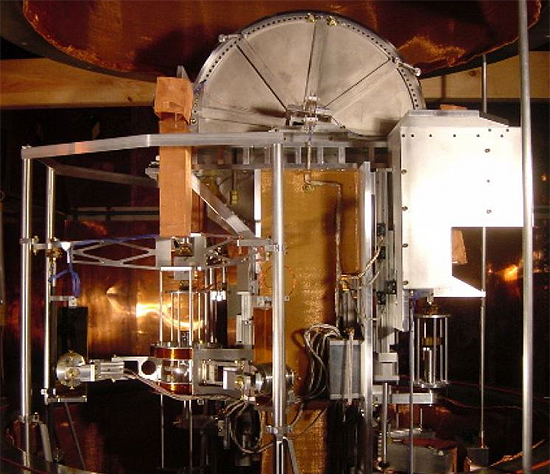
Ватові терези лабораторії NIST

Ватові терези (або ваги Кіббла) — прилад для вимірювання маси, який станом на початок XXI століття забезпечує найвищу точність вимірювання. Назва походить від одиниці вимірювання потужності вата, оскільки вимірювана маса пропорційна потужності електричного струму, який компенсує вагу тіла.
Ідею ватових терезів запропонував 1975 року Б. П. Кіббл з Національної фізичної лабораторії Сполученого Королівства.

## Принцип дії
Ваги Кіббла працюють у двох режимах. У першому, статичному (Weighing/Force Mode), тіло, масу якого потрібно виміряти, прикріпляється до котушки, поміщеної в сильне однорідне магнітне поле, напруженістю порядка 0.5 Тл, при чому вісь котушки збігається із напрямом магнітного поля. Струм у котушці підбирається так, щоб сила Ампера урівноважувала силу тяжіння тіла:
{\displaystyle BLI=mg},
де B — магнітна індукція, L — довжина провідника у котушці, I — сила струму, m — маса тіла, g — прискорення вільного падіння.
Для калібрування ваги використовують ваги у динамічному режимі (Velocity/Calibration Mode). Ту ж саму котушку переміщають в тому ж магнітному полі з відомою швидкістю v. При цьому виникає електрорушійна сила U:
{\displaystyle U=BLv}.
Таким чином, значення BL стає відомим. Виключаючи з двох рівнянь добуток BL, отримують:
{\displaystyle IU=mgv}.
Всі множники цього рівняння можна визначити надзвичайно точно: струм і напругу за допомогою квантово-електричних ефектів; місцеве гравітаційне поле за допомогою ультра-чутливого пристрою, що називається абсолютним гравіметром; швидкість шляхом відстеження руху котушки за допомогою лазерної інтерферометрії, яка діє в масштабі довжини хвилі лазерного світла. Точність вимірювання цих величин на початок третього тисячоліття настільки висока, що ватові терези за умови фіксованого значення кванту дії — сталої Планка замінили собою еталон кілограма. Високу точність вимірювання напруги можна отримати за допомогою ефекту Джозефсона, а високу точність вимірювання сили струму — за допомогою квантового ефекту Холла.
Станом на початок 2011 найвища точність вимірювання досягнута в NIST: відносна похибка становила 3,6× 10−8.